# Синохара, Синъити
Синъи́ти Синоха́ра (яп. 篠原 信, 23 января 1973, Хиранай) — японский дзюдоист тяжёлой весовой категории, выступал за сборную Японии в середине 1990-х — начале 2000-х годов. Серебряный призёр летних Олимпийских игр в Сиднее, двукратный чемпион мира, чемпион Азиатских игр, двукратный чемпион Азии, чемпион Восточноазиатских игр, победитель многих турниров национального и международного значения. Также известен как тренер по дзюдо.

## Биография
Синъити Синохара родился 23 января 1973 года в посёлке Хиранай префектуры Аомори.
Первого серьёзного успеха на взрослом международном уровне добился в 1995 году, когда попал в основной состав японской национальной сборной и побывал на домашнем чемпионате мира в Тибе, откуда привёз награду бронзового достоинства, выигранную в зачёте абсолютной весовой категории. Кроме того, в этом сезоне выступил на чемпионате Азии в Нью-Дели, где стал чемпионом сразу в двух категориях, тяжёлой и абсолютной.
Два года спустя в категории свыше 95 кг одержал победу на Восточноазиатских играх в Пусане и получил серебро на мировом первенстве в Париже — в финале потерпел поражение от титулованного француза Давида Дуйе, получив от судьи довольно спорный штраф. Ещё через год отправился представлять страну на Азиатских играх в Бангкоке, в тяжёлом весе взял верх над всем своими оппонентами и завоевал тем самым золотую медаль.
В 1999 году на чемпионате мира в английском Бирмингеме Синохара был лучшим в тяжёлой и абсолютной весовых категориях (Дуйе не участвовал в этом первенстве из-за травмы спины, и сам Синохара в отсутствие главного конкурента считал эти победы неполноценными).
Благодаря череде удачных выступлений удостоился права защищать честь страны на летних Олимпийских играх 2000 года в Сиднее — на пути к финалу одолел всех соперников, в том числе многократного чемпиона Европы россиянина Тамерлана Тменова на стадии полуфиналов. В решающем поединке вновь встретился с французом Дуйе, и их поединок снова получился неоднозначным.
На отметке в 1:20 Дуйе попытался провести подхват изнутри (ути-мата). Синохара, убрав ногу, провёл Ути Мата Сукаси в падении, в результате чего Дуйе упал на спину. После броска Синохара поднял руки, празднуя победу без всяких сомнений. Однако, мнения судей разделились кому какую оценку давать и давать ли вообще. Один судья посчитал, что приём провёл Синохара, и это была бы его чистая победа, но двое других судей не согласились с ним. В результате Дуйе за бросок получил оценку юко и стал таким образом олимпийским чемпионом. Японская делегация подавала протест, но он не был удовлетворён. Впоследствии, после просмотра повтора и его оценки специалистами, было признано, что схватку чисто выиграл Синохара. На церемонии награждения Синохара плакал, получая серебряную медаль, в то время как главный тренер сборной Ясухиро Ямасита, олимпийский чемпион 1984 года, по окончании церемонии обрушился на судей с резкой критикой и извинился перед своим подопечным за беспомощность. Сам же спортсмен, тем не менее, сообщил на пресс-конференции, что не имеет претензий к судьям: «Я проиграл, потому что был слабым. А Дуйе был сильным». Скандальное судейское решение вызвало массовое возмущение в Японии. В том числе, из-за этого случая на соревнованиях по дзюдо были внедрены видеоповторы, к которым судьи могут обратиться во время схватки.
После сиднейской Олимпиады Синъити Синохара ещё в течение некоторого времени оставался в основном составе дзюдоистской команды Японии и продолжал принимать участие в крупных международных турнирах. Так, в 2001 году он выступил на мировом первенстве в Мюнхене, где выиграл в тяжёлом весе бронзу — на сей раз в полуфинале его остановил россиянин Александр Михайлин. Вскоре по окончании этих соревнований принял решение завершить карьеру профессионального спортсмена, уступив место в сборной молодым японским дзюдоистам.
Покинув большой спорт, перешёл на тренерскую работу. Преподаёт дзюдо в Университете Тэнри, который сам когда-то окончил. В частности, среди его воспитанников чемпион мира и Азии Такамаса Анаи.